# Шипков
Шипков (слч. Šípkov) насељено је мјесто са административним статусом сеоске општине (слч. obec) у округу Бановце на Бебрави, у Тренчинском крају, Словачка Република.

## Становништво
| Година:    | 1994. | 2004.    | 2014.   | 2024.   |
| ---------- | ----- | -------- | ------- | ------- |
| Број људи: | 192   | 150      | 143     | 144     |
| Разлика:   |       | -21,87 % | -4,66 % | +0,69 % |

| Година:    | 2023. | 2024.   |
| ---------- | ----- | ------- |
| Број људи: | 148   | 144     |
| Разлика:   |       | -2,70 % |

Према подацима о броју становника из 2011. године насеље је имало 145 становника.